# Angelo Ignannino
Angelo Ignannino (Altamura, 1475 – Venezia, 1543) è stato un compositore italiano. È stato uno dei più antichi madrigalisti di cui si fosse a conoscenza, addirittura più antico di Carlo Gesualdo, considerato se non l'inventore almeno il "ristoratore" di tali componimenti.

## Biografia
Angelo Ignannino nacque ad Altamura nell'anno 1475, ed entrò a far parte dell'Ordine dei Domenicani nel convento di San Rocco di Altamura. Morì a Venezia nell'anno 1543, e non a Roma, come erroneamente riportato da Giovanni Bernardino Tafuri, il quale in sostanza traduce le informazioni riportate in latino da Padre Ambrogio del Giudice nella sua opera Bibliothecae Dominicanae (1677) aggiungendovi un'informazione inesatta. La fonte d'informazioni principale sulla sua vita e opere è l'opera anzidetta di Ambrogio del Giudice (1677). Nella monografia di M. A. Bellucci del 1885, pubblicata sulla Rassegna pugliese di scienze, lettere ed arti, si mette in dubbio che le opere di Ignannino siano mai state stampate, mentre secondo Ottavio Serena (1895) non vi è motivo di dubitarne dal momento che Padre Ambrogio del Giudice (1677) scrisse edidit typis.
Fu "il primo musicista altamurano di cui si abbia memoria". Ebbe qualche rudimento di "scienze morali", ma manifestò un eccezionale talento nel campo della musica, superando tutti gli altri Padri della Provincia in tale arte. Fu chiamato a suonare nei principali conventi d'Italia come in quello di Venezia, dove morì nell'anno 1543.

## Opere
- Plura Musicalia, inter Quae Madrigali Libros Tres, Quatuor, Quinque ac Vocibus Sex
- Volumen Unum de Missis
- Aliud de Motectis
- Aliud de Psalmis Vesperalibus
- Lamentationes et Responsoria in Septimana Sancta. Omnia Tribus, vel Quatuor, vel Quinque, vel Sex Vocibus
- Librum de Cantu Plano, Quem apud Me Serco
- Lamentationes et Responsoria in Hebdomana Sancta...
- Plures versiculos...[8]